# Адам Шукало
Адам Шукало (Градишка, 2. септембар 1978) српски је правник и политичар, народни посланик у Народној скупштини Републике Србије и некадашњи народни посланик у Народној скупштини Републике Српске.
Први је Србин који је био посланик у Народној скупштини Републике Србије и Народној скупштини Републике Српске.

## Младост и образовање
Рођен је 2. септембра 1978. године у Градишки, где је завршио основну школу и гимназију. Потом је завршио студије на Правном факултету Универзитета у Бањој Луци.

## Политичка каријера

### Република Српска
Између 2004. и 2012. године је биран за одборника Скупштине општине Градишка. Од 2010. до 2013. године је био председник Српске напредне странке у Републици Српској. Након унутарстраначког сукоба и смене са места председника, оснива странку Напредна Српска, 2013. године.
На парламентарним изборима 2014. године, Напредна Српска је била део коалиције са Демократским народним савезом и Српском радикалном странком др Војислав Шешељ, а Шукало је изабран за народног посланика у Народној скупштини Републике Српске. Предлагао је стварање велике коалиције за формирање владе у коју би ушао Савез независних социјалдемократа као највећа владајућа и Српска демократска странка као највећа опозициона странка, док би Напредна Српска била мост између њих. До 2017. године је био председник посланичке групе Напредне Српске.
Пошто је 2017. године смењен са места председника странке, придружио је клубу Партије демократског прогреса.
Шукало се истакао као критичар Милорада Додика, затим министра унутрашњих послова Драгана Лукача и члан покрета "Правда за Давида".

### Србија
На парламентарним изборима 2020. године, изабран је за народног посланика у Народној скупштини Републике Србије, као кандидат коалиције "Александар Вучић - За нашу децу", коју је предводила Српска напредна странка.